# Richard Bright
Richard Bright, född 28 juni 1937 i Brooklyn i New York, död 18 februari 2006 i New York, var en amerikansk skådespelare.
Richard Bright spelade Michael Corleones livvakt Al Neri i alla de tre Gudfadernfilmerna. Han har även medverkat i TV-serier som Sopranos, Law & Order och Oz.

## Filmografi
- 1971 – Panik i Needle Park
- 1972 – Gudfadern
- 1972 – Getaway - rymmarna
- 1974 – Gudfadern II
- 1979 – Hair
- 1984 – Once Upon a Time in America
- 1988 – Red Heat
- 1990 – Gudfadern III
- 1998 – Witness to The Mob